# 兵庫県道397号花田御着停車場線
兵庫県道397号花田御着停車場線（ひょうごけんどう397ごう はなだごちゃくていしゃじょうせん）は、兵庫県姫路市を通る一般県道である。

## 概要
姫路市花田町上原田から姫路市御国野町御着に至る。
以前は兵庫県道397号飾東御着停車場線だったが、2015年（平成27年）3月31日に起点側の姫路市飾東町庄・庄交差点から姫路市花田町上原田・上原田交差点に至る区間（389 m）が姫路市に移管されたことにより兵庫県道397号花田御着停車場線に改称した。

### 路線データ
- 起点：姫路市花田町上原田（上原田交差点、国道372号交点）
- 終点：姫路市御国野町御着（JR西日本山陽本線 御着駅前）
- 総延長：2.269 km

## 歴史
- 2015年（平成27年）3月31日 - 兵庫県告示第269号により路線名を兵庫県道397号飾東御着停車場線から兵庫県道397号花田御着停車場線に変更[1]。

## 路線状況

### 重複区間
- 国道2号（姫路市御国野町国分寺・御国野交差点 - 姫路市御国野町国分寺・御着駅前交差点）

## 地理

### 通過する自治体
- 兵庫県
  - 姫路市

### 交差する道路
| 交差する道路                   | 交差する場所   | 交差する場所            |
| ------------------------------ | -------------- | ----------------------- |
| 国道372号                      | 花田町上原田   | 上原田交差点 / 起点     |
| E95 播但連絡道路               | 花田町上原田   | 花田IC西交差点 2 花田IC |
| 国道2号 重複区間起点 国道312号 | 御国野町国分寺 | 御国野交差点            |
| 国道2号 重複区間終点           | 御国野町国分寺 | 御着駅前交差点          |

### 沿線
- JR西日本山陽本線 御着駅